# シカゴ・ハウンズ
シカゴ・ハウンズ(Chicago Hounds)は、アメリカ合衆国・イリノイ州ブリッジビューに本拠地を置くラグビーユニオンクラブである。スタジアムはシートギーク・スタジアム。メジャーリーグラグビー所属

## 歴史
2023年、創設。

## 主な所属選手
- ディラン・フォーシット(アメリカ代表)
- ズラブ・ジワニア(ジョージア代表)
- ルーカス・ラムボール(カナダ代表)
- ネイト・オーギュスパーガー(アメリカ代表)
- デイヴ・カーニー(アイルランド代表)
- ブライス・キャンベル(アメリカ代表)
- イグナシオ・ペクロ(ウルグアイ代表)

## 所属した選手
- ディネスバラン・クリシュナン(マレーシア代表)
- ギジェルモ・プハーダス(ウルグアイ代表)